# Турбуца

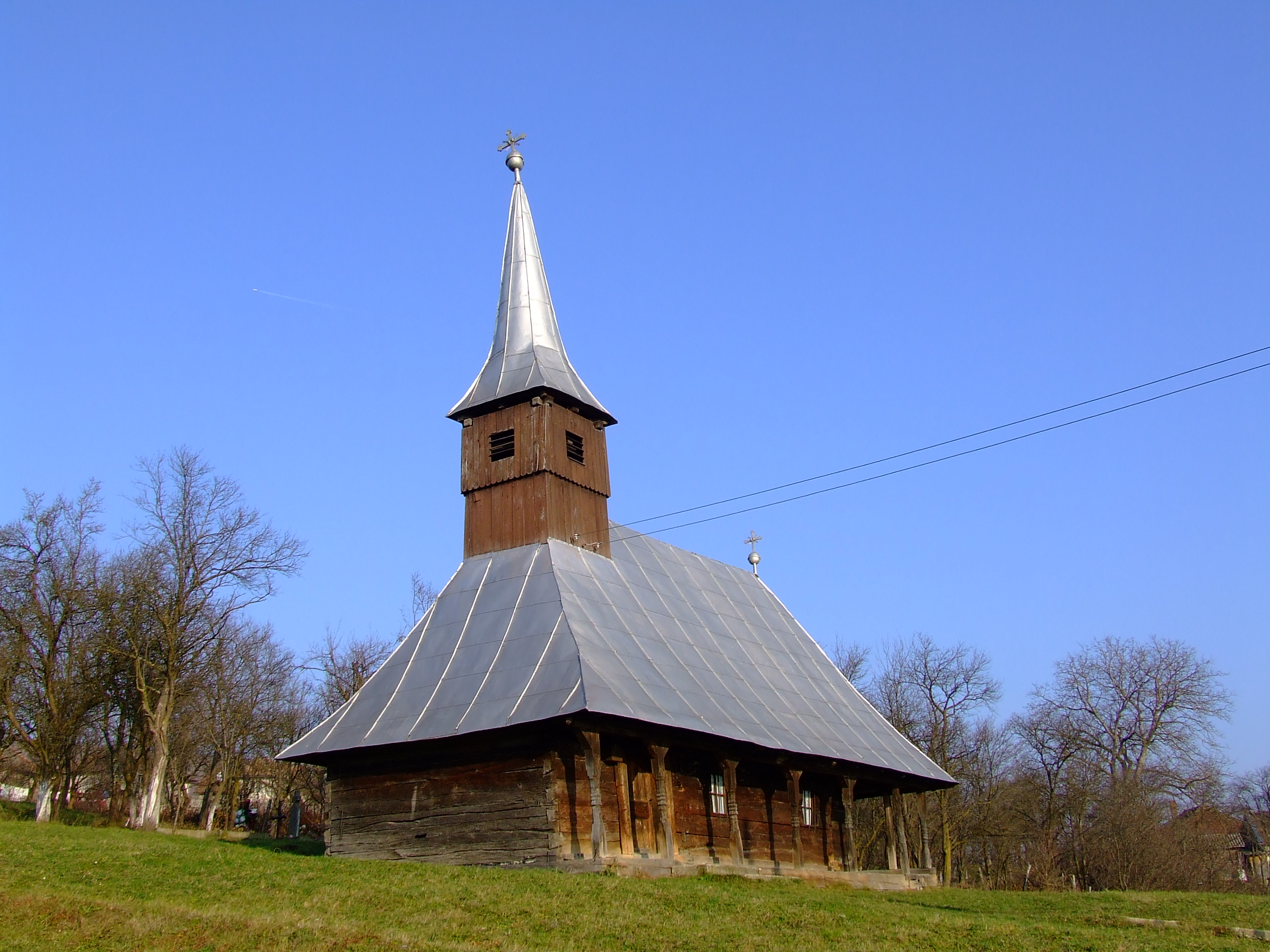
Церква в селі Сурдук

Турбуца (рум. Turbuța) — село у повіті Селаж в Румунії. Входить до складу комуни Сурдук.
Село розташоване на відстані 379 км на північний захід від Бухареста, 21 км на схід від Залеу, 56 км на північ від Клуж-Напоки.

## Населення
За даними перепису населення 2002 року у селі проживали 378 осіб, усі — румуни. Усі жителі села рідною мовою назвали румунську.